# Tomislavci
Tomislavci (izvirno srbsko Томиславци) je naselje v Srbiji, ki upravno spada pod Občino Bačka Topola; slednja pa je del Severnobačkega upravnega okraja.
Leta 2003 so spremenili ime naselja in sicer iz Orešković v Tomislavci.

## Demografija
V naselju živi 567 polnoletnih prebivalcev, pri čemer je njihova povprečna starost 42,0 let (39,9 pri moških in 44,3 pri ženskah). Naselje ima 214 gospodinjstev, pri čemer je povprečno število članov na gospodinjstvo 3,25.
To naselje je, glede na rezultate popisa iz leta 2002, večinoma srbsko.
|  |

| Demografija | Demografija     | Demografija     |
| Leto        | Št. prebivalcev | Št. prebivalcev |
| ----------- | --------------- | --------------- |
|             |                 |                 |
|             |                 |                 |
|             |                 |                 |
|             |                 |                 |
| 1948        | 1090            |                 |
| 1953        | 1036            |                 |
| 1961        | 1030            |                 |
| 1971        | 944             |                 |
| 1981        | 830             |                 |
| 1991        | 629             | 627             |
| 2002        | 706             | 696             |
|             |                 |                 |

| Etnična sestava po popisu iz leta 2002 | Etnična sestava po popisu iz leta 2002 | Etnična sestava po popisu iz leta 2002 | Etnična sestava po popisu iz leta 2002 | Etnična sestava po popisu iz leta 2002 |
| -------------------------------------- | -------------------------------------- | -------------------------------------- | -------------------------------------- | -------------------------------------- |
| Srbi                                   | Srbi                                   |                                        | 657                                    | 94,39%                                 |
| Madžari                                | Madžari                                |                                        | 15                                     | 2,15%                                  |
| Hrvati                                 | Hrvati                                 |                                        | 6                                      | 0,86%                                  |
| Jugoslovani                            | Jugoslovani                            |                                        | 6                                      | 0,86%                                  |
| Črnogorci                              | Črnogorci                              |                                        | 3                                      | 0,43%                                  |
| Romi                                   | Romi                                   |                                        | 2                                      | 0,28%                                  |
| Nemci                                  | Nemci                                  |                                        | 2                                      | 0,28%                                  |
| Neznano                                | Neznano                                |                                        | 3                                      | 0,43%                                  |